# 檸檬堂

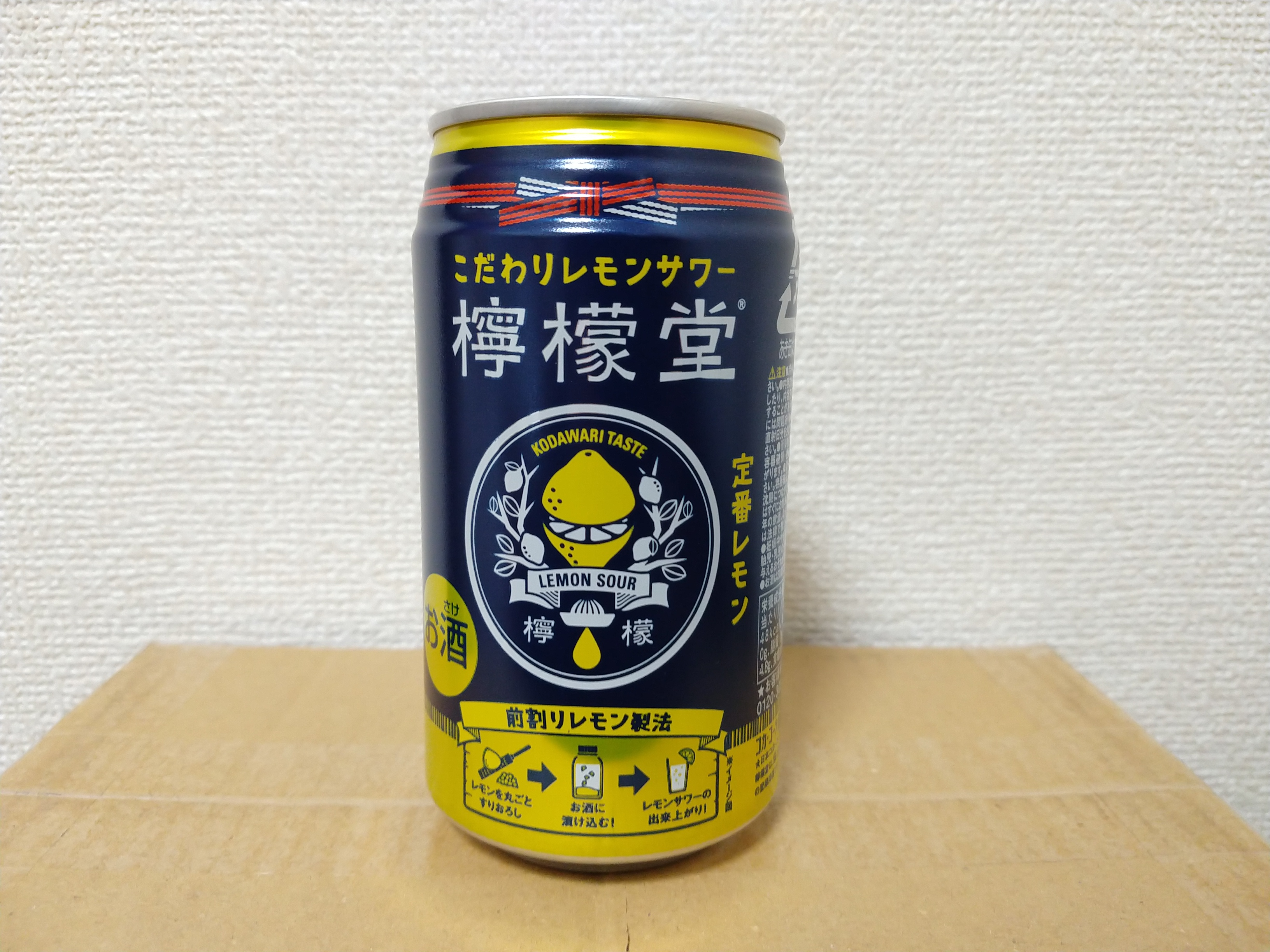
4種類の製品のうちの一つ「定番レモン」

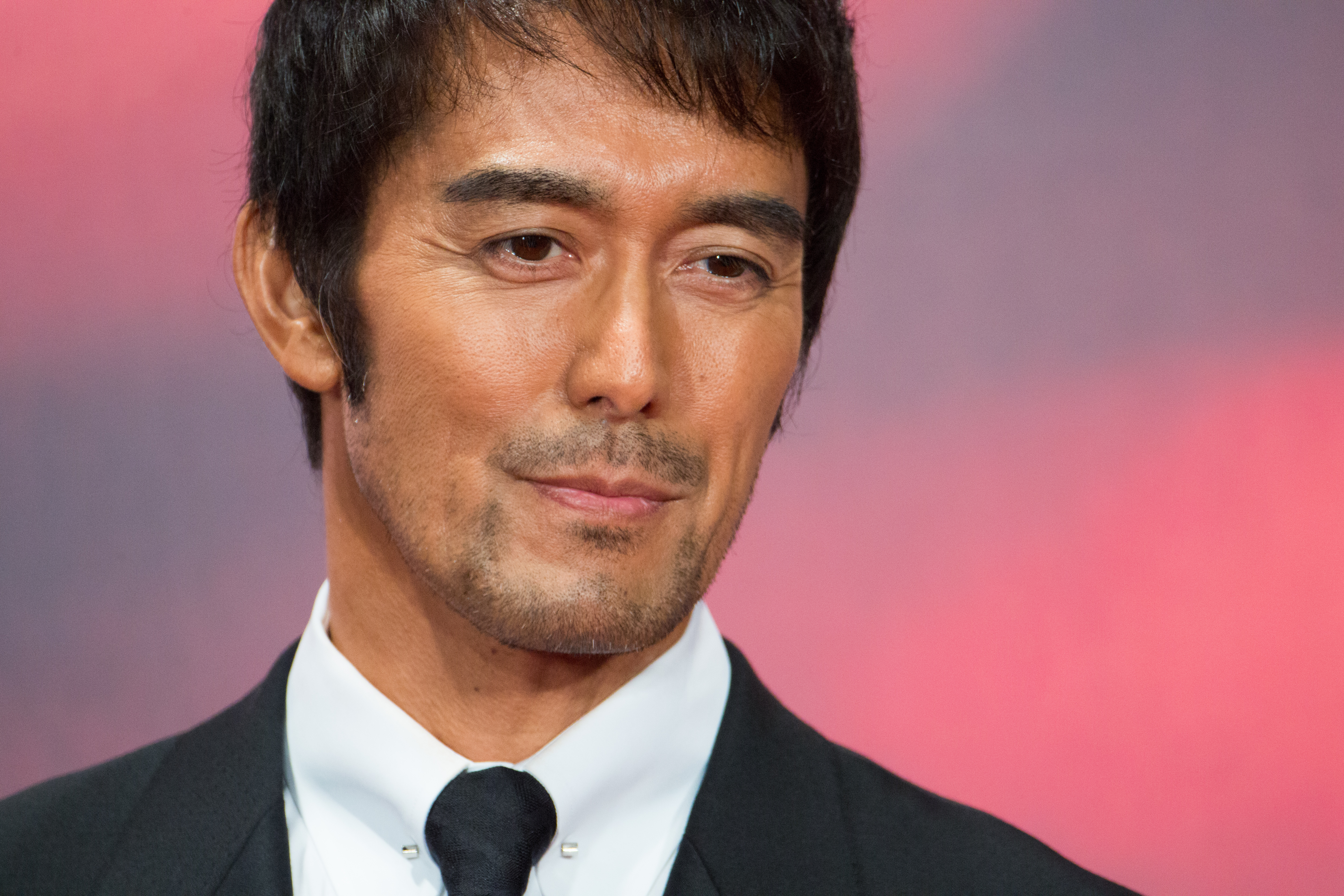
CMキャラクターに起用されていた阿部寛。

檸檬堂（れもんどう）は、日本コカ・コーラが販売する缶チューハイ。コカ・コーラグループが自社ブランドで販売する初めてのアルコール飲料である。
2018年5月に九州地域限定で発売が開始され、その後、翌年の2019年10月28日から沖縄県を除く日本全国に販路を拡大した。また日本国外展開も行われている（後述）。

## 製品
檸檬堂はいわゆるレモンサワーであり、レモン果汁を7％から17％と多く含む。
レモン果汁はレモンを丸ごとすりおろしてつくり、それをあらかじめ酒になじませておくという製法を採用している。この製法は「前割り焼酎」を参考にしたもので、「前割りレモン」と呼称している。
また、果汁の割合の多さから、一般的なレモンサワーと異なり、アルコールのみでは殺菌が充分に行えず、加熱処理で殺菌を行っている。
2024年1月現在、檸檬堂には「定番レモン」「はちみつレモン」「鬼レモン」「うま塩レモン」「すっきりレモン」の5種類の味の商品があり、それぞれアルコール度数が3％から7％の範囲で異なっている。このように製品の種類によってアルコール度数に幅をもたせたのは、従来より缶チューハイにはアルコール度数が高いものもあれば低いものもあり、消費者に様々なニーズがあると考えたためであるという。例えば、アルコール度数3％の「はちみつレモン」は、8月や12月に売上が大きくなっており、これは盆休みや正月休みなどの連休期間内に日常的にほとんど酒を飲まない消費者が購入したためであると考えられている。
パッケージデザインは従来の缶チューハイとの差別化を図るため、藍染の前掛けをイメージしたレトロなものとなっている。4種の製品のパッケージは共通して大きなレモンが描かれているが、レモンの周辺の紋のディテールに差異があり、それによって各商品の味を表しているとされる。
檸檬堂の5種類の製品はいずれも1缶あたり容量が350ミリリットルで、希望小売価格を税別150円に設定している。他社の缶チューハイは100円前後の価格となるなか、あえて高価格帯で販売することで、収益性を高めているという。
「500ミリリットル缶でも飲みたい」という消費者からの声に応え、500ミリリットル缶を『ホームランサイズ』として販売。2021年4月26日より「定番レモン」と「カミソリレモン（現・すっきりレモン）」が、また 10月4日より「鬼レモン」が追加販売された。なお、2022年3月発売の「うま塩レモン」及び「無糖レモン」はホームランサイズが同時販売開始となっている。
発売以来取り扱いのなかった沖縄県においても2021年5月10日より取り扱いを開始した。

## 販売の経緯
日本のチューハイ市場の規模は2018年で3000億円弱にも及び、2010年から比較しても2倍程度にまで拡大しているという成長市場となっている。一方、サントリースピリッツ（現・サントリー〈二代目法人〉）の「-196℃ ストロングゼロ」、キリンビール「氷結」といった有力な既存商品があり、競争も激しい状態であった。
こうした状況下で、レモンサワーは缶チューハイのなかでも最もよく飲まれている商品であり、市場の中心的存在であった。以上のような市場動向を踏まえ、コカ・コーラは新たに発売するアルコール飲料としてレモンサワーを選んだという。
コカ・コーラはこれまでアルコール飲料を販売したことがなく、檸檬堂はコカ・コーラのブランドで発売される初のアルコール飲料となった。一方で、コカ・コーラは果汁飲料の製造技術の蓄積があるため、レモンサワーであれば、そうした技術を活かすことができるということも、レモンサワー市場への参入の理由の一つとなった。開発に1年ほどの期間をかけ、「檸檬堂」という和風の名称と独特のパッケージデザインを使用することで、ブランドとしての定着を意図した。
当初の生産は山口県の日本果実工業が受託しており、2018年5月から行われた販売も九州地域に限定されていた。九州でテスト販売を行ったのは、焼酎の消費量が多い地域で売れるかどうかを試すためであったとされる。九州は従来よりチューハイがあまり飲まれない地域であったが、目標のおよそ2倍の販売量に達し、スーパー等だけでなく、九州限定のお土産として空港や駅でも売られるようになった。
こうした販売の好調さを受けて、コカ・コーラは2019年10月28日から全国販売を行うことを決めた。これに合わせて、コカ・コーラボトラーズジャパンの埼玉工場が酒類製造免許を取得し、自社生産にも乗り出すこととした。 全国発売により、俳優の阿部寛の出演するCMを全国放送した他、東京都渋谷区の恵比寿に檸檬堂とおつまみを無料で提供する期間限定店舗を設置するなどの企画を行っている。
また、2019年12月には、日本食糧新聞社主催の「第38回食品ヒット大賞」の選考対象にノミネートされ、アサヒビールの「アサヒ 極上〈キレ味〉」とともに、酒類部門の優秀ヒット賞に選ばれた。受賞について、日本食糧新聞は「前割りレモン」の製法に言及し、檸檬堂を「新たな価値提案を行った商品」だと評している。
2019年の11月-12月の日経POSでも、缶チューハイ部門の売り上げで、「定番レモン」が首位、「鬼レモン」が5位となったが、販売量が当初の予想を上回り、生産が間に合わなくなったため、2020年1月に一時的に出荷中止とした。生産再開後も順調に売り上げを伸ばし、2020年の年間計画を800万ケース（250ml換算で1120万ケース相当）に引き上げた。果汁系チューハイのトップブランドである「-196℃」などの年間約4000万ケースには及ばないものの十分に注目される実績となった。アメリカのコカ・コーラ本社は檸檬堂の売れ行きを見て、2021年から甘さを加えたアルコール系炭酸飲料を発売することを決定した。
日経トレンディと日経クロストレンドが2020年11月3日に発表した「2020年ヒット商品ベスト30」の第5位に「檸檬堂」が選ばれた。
2021年には中国、フィリピンでも発売が開始された。
2024年から新たにパッケージをリニューアルし、CMは有吉弘行が起用された。
2025年にはブランド史上初のフルリニューアルを行い「定番レモン」「レモン濃いめ」を“二代目檸檬堂”として発売。CMに俳優の市原隼人を起用。